# Laumontit
Das Mineral Laumontit ist ein häufig vorkommendes Gerüstsilikat aus der Gruppe der Zeolithe. Es kristallisiert mit monokliner Symmetrie und hat die Zusammensetzung Ca4[Al8Si16O48]·18H2O. Chemisch gesehen ist es ein wasserhaltiges Calcium-Alumosilikat.
Laumontit entwickelt meist prismatische bis säulige Kristalle mit viereckigem Querschnitt, findet sich aber auch in Form radialstrahliger, faseriger und massiger Mineral-Aggregate. In reiner und unverwitterter Form ist er farblos und durchsichtig. Durch vielfache Lichtbrechung aufgrund von polykristalliner Ausbildung sowie durch den Verlust von Kristallwasser (Dehydratisierung) kann er aber auch weiß erscheinen und durch Fremdbeimengungen eine graue, rosa, gelbliche oder bräunliche bis goldbraune Farbe annehmen, wobei die Transparenz entsprechend abnimmt.

## Etymologie und Geschichte
Erstmals entdeckt wurde Laumontit 1785 von dem französischen Mineralogen Gillet de Laumont (1747–1834) in einem Blei-Bergwerk nahe der französischen Gemeinde Huelgoat (Bretagne). Beschrieben und benannt wurde das Mineral 1803 durch Abraham Gottlob Werner nach seinem Entdecker, jedoch zunächst in der Schreibweise Lomonit, um die französische Aussprache lautmalerisch wiederzugeben. 1805 übernahm Robert Jameson Werners Beschreibung und Name in seinem Werk System of Mineralogy.
Durch René-Just Haüy wurde die Schreibweise des Mineralnamens 1809 erneut geändert in Laumonit, bis schließlich Karl Cäsar von Leonhard 1821 die bis heute gültige Schreibweise Laumontit prägte.

## Klassifikation
In der veralteten 8. Auflage der Mineralsystematik nach Strunz gehörte der Laumontit zur Klasse der „Silikate“ und dort zur Abteilung der „Gerüstsilikate (Tektosilikate)“, wo er im Anhang der zur Zeolith-Familie gehörenden „Dachiardit-Mordenit-Gruppe“ mit der Systemnummer VIII/F.11 und den Hauptmitgliedern Dachiardit, Ferrierit und Mordenit steht.
In der zuletzt 2018 überarbeiteten Lapis-Systematik nach Stefan Weiß, die formal auf der alten Systematik von Karl Hugo Strunz in der 8. Auflage basiert, erhielt das Mineral die System- und Mineralnummer VIII/J.22-050. Dies entspricht ebenfalls der Abteilung „Gerüstsilikate“, wo Laumontit zusammen mit Boggsit, Dachiardit-Ca, Dachiardit-Na, Direnzoit, Edingtonit, Ferrierit-K, Ferrierit-Mg, Ferrierit-Na, Gottardiit, Mordenit, Mutinait und Terranovait eine unbenannte Gruppe mit der Systemnummer VIII/J.22 bildet.
Die von der International Mineralogical Association (IMA) zuletzt 2009 aktualisierte 9. Auflage der Strunz’schen Mineralsystematik ordnet den Laumontit in die erweiterte Klasse der „Silikate und Germanate“ und dort in die bereits feiner unterteilte Abteilung „Gerüstsilikate (Tektosilikate) mit zeolithischem H2O; Familie der Zeolithe“ ein. Diese ist zudem weiter unterteilt nach der Struktur der Silikatgerüste. Das Mineral ist hier in der Unterabteilung „Ketten von einfach verbundenen Vierer-Ringen“ zu finden, wo es als einziges Mitglied eine unbenannte Gruppe mit der Systemnummer 9.GB.10 bildet.
In der vorwiegend im englischen Sprachraum gebräuchlichen Systematik der Minerale nach Dana hat Laumontit die System- und Mineralnummer 77.01.01.04. Auch dies entspricht der Klasse der „Silikate“ und dort der Abteilung „Gerüstsilikate: Zeolith-Gruppe“. Hier findet er sich innerhalb der Unterabteilung „Echte Zeolithe“ in der Gruppe „Analcim und verwandte Arten“, in der auch Analcim, Pollucit, Wairakit und Hsianghualith eingeordnet sind.

## Chemismus
Laumontit ist ein wasserhaltiges Calcium-Aluminium-Silikat mit der Zusammensetzung Ca4[Al8Si16O48]·18H2O. Die Zusammensetzung des Alumosilikatgerüstes variiert kaum. Geringe Mengen Aluminium können durch Fe3+ ersetzt werden, was dem Laumontit eine goldbraune Farbe verleiht.
Die Wassergehalte variieren mit Feuchtigkeit, Temperatur und Druck sehr stark und Laumontit entwässert bereits bei Raumtemperatur in mehreren Stufen. Bei ~25 °C sinkt der Wassergehalt mit abnehmender relativer Luftfeuchtigkeit von 18 H2O pfu (100% rel. Feuchte) kontinuierlich auf 16 H2O pfu bei 80 % ab. Dies ist der Wassergehalt, der in der älteren Literatur vor 1992 als Wassergehalt von Laumontit angegeben wird. Im Bereich von 70 bis 60 % relativer Feuchte fällt der Wassergehalt sprunghaft auf ~14 H2O pfu, was der Zusammensetzung der Varietät Leonhardit entspricht. In diesem Übergangsbereich treten Leonhardit und Laumontit zusammen auf. Eine weitere, kontinuierliche Entwässerung erfolgt erst bei sehr trockenen Bedingungen. Von 10 - 0% relativer Feuchtigkeit sinkt der Wassergehalt von Leonhardit auf ~12 H2O pfu. Durch Erhitzen kann Launontit komplett entwässert werden.
Calcium (Ca2+) kann vollständig durch Natrium und Kalium ersetzt werden. Dies geschieht vorwiegend ohne Änderung der Aluminium- und Siliziumgehalte durch die Austauschreaktionen
- Ca2+ + H2O = 2 Na+
- Ca2+ + H2O = 2 K+

In der Ca-Na-Mischungsreihe besteht vollkommene Mischbarkeit während sich auf der Kaliumseite eine ausgedehnte Mischungslücke von ~50 Mol-% K-Leonhardit bis zum reinen K-Endglied erstreckt.
Bei gemeinsamem Einbau von Kalium und Natrium werden diese Kationen streng geordnet in die Strukturkanäle eingebaut. Natrium ersetzt Calcium auf seiner Gitterposition und Kalium verdrängt ein Wassermolekül:
- Ca2+ + H2O = Na+ + K+

In geringen Umfang kann Natrium auch über eine gekoppelte Substitution von Aluminium mit Silizium eingebaut werden:
- Ca2+ + Al3+ = Na+ + Si4+

## Kristallstruktur

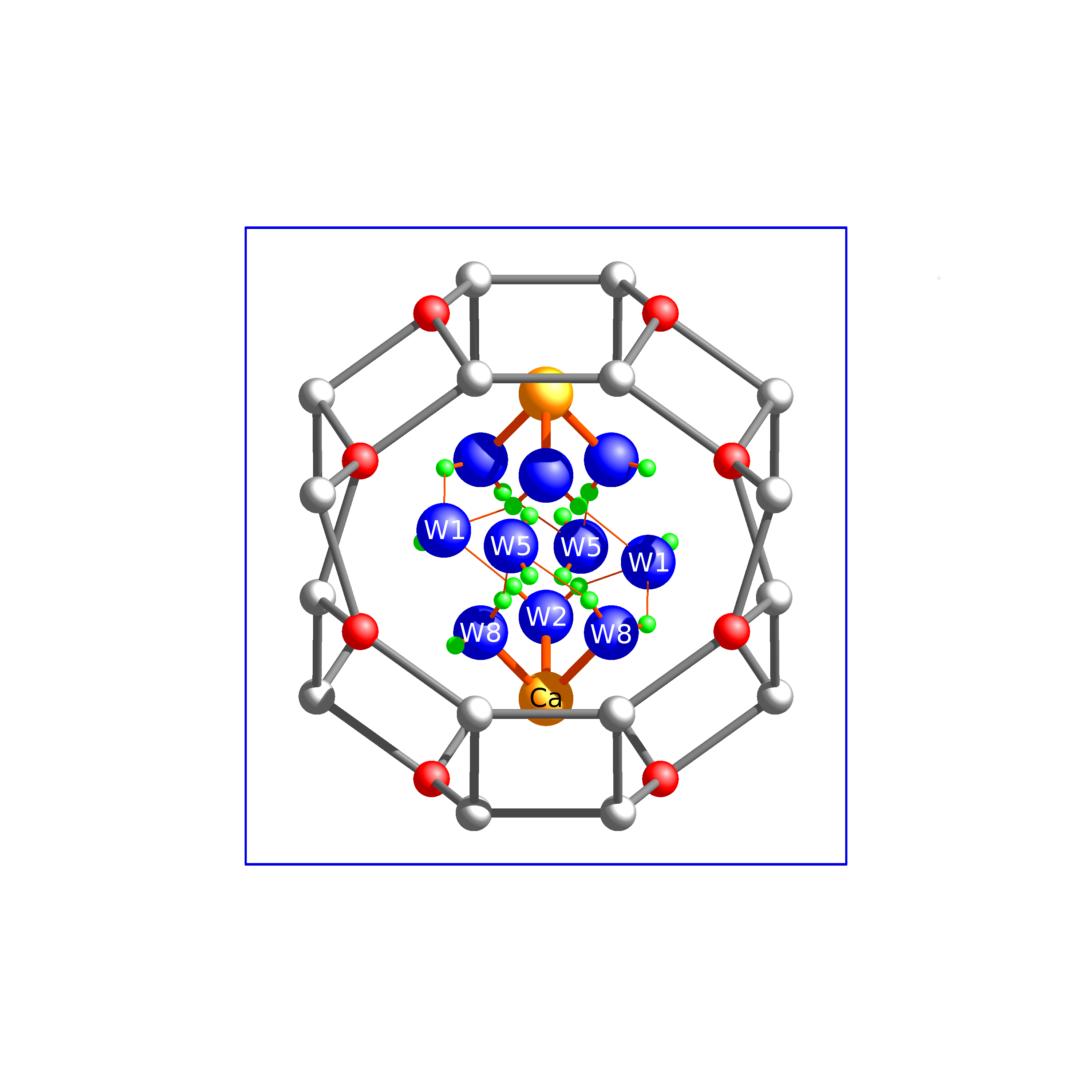
Laumontitkäfig:, Blick entlang der c-Achse

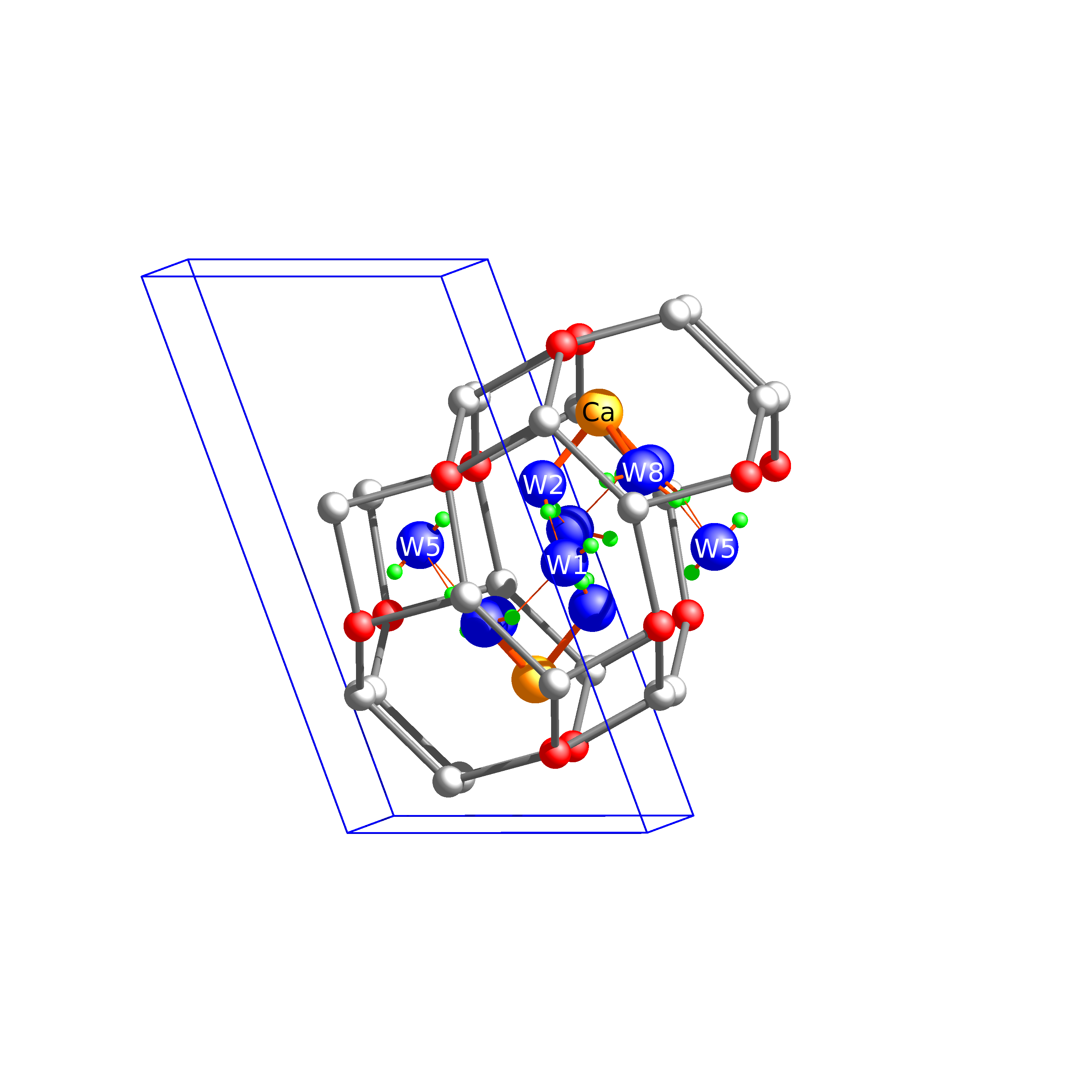
Laumontitkäfig:, Blick ungefähr entlang der b-Achse

Laumontit kristallisiert monoklin in der Raumgruppe C2/m (Raumgruppen-Nr. 12) mit den Gitterparametern a = 14,845 Å; b = 13,167 Å; c = 7,5414 Å und β = 110,34° sowie 1 Formeleinheit mit 48 Sauerstoffen pro Elementarzelle.
Silizium (Si) und Aluminium (Al) sind tetraedrisch von 4 Sauerstoffen umgeben. Diese Si/AlO4-Tetraeder sind über alle 4 Sauerstoffe an den Ecken zu einem Gerüst aus Vierer-, Sechser- und Zehnerringen verbunden. Die Verteilung von Al und Si auf die Tetraederpositionen ist streng geordnet und es gibt 2 Arten von Viererringen: Ringe aus vier SiO4-Tetraedern und Ringe, in denen sich SiO4- und AlO4-Tetraeder abwechseln.
Dieses Alumosilikatgerüst umschließt Hohlräume (Kavernen), die von 8 Viererringen, 8 Sechserringen und 2 Zehnerringen umschlossen werden (Flächensymbol: [4868102]) und Teilchen mit einem Durchmesser von bis zu 6Å einlagern können. Diese Kavernen sind über gemeinsame 10er-Ringe in Richtung der c-Achse ([001]) verbunden. Sie bilden ein eindimensionales Kanalsystem (Poorensymbol: {1[4868102][001](10-ring)}), das den Durchgang von Teilchen mit maximal ~4Å Durchmesser ermöglicht.
Calcium (Ca) liegt auf den Innenseiten dieser Kavernen und ist einerseits von Sauerstoffen der Al-Tetraeder des Gerüsts umgeben, andererseits von Sauerstoffen der Wassermoleküle auf den Positionen W8 und W2 in den Kanälen. Die übrigen Wassermoleküle auf den Positionen W1 und W5 liegen im zentralen Bereich der Kanäle und sind nur über Wasserstoffbrückenbindungen mit dem Alumosilikatgerüst und anderen Wassermolekülen verbunden.

## Eigenschaften
Laumontit gibt bereits in trockener Umgebung mit der Zeit einen Teil seines Kristallwassers ab und sollte daher in luftdichten Behältern aufbewahrt werden. Der Übergang von Laumontit mit 16–18 H2O pro Formeleinheit (pfu) zu Leonhardit mit 13–14 H2O pfu ist mit einer sprunghaften Änderung der physikalischen Eigenschaften verbunden. Die Lichtbrechung nimmt von 1,514 bis 1,525 auf 1,502 bis 1,514 ab und der Auslöschungswinkel, der Winkel zwischen der kristallographischen c-Achse und der Orientierung der Polarisatoren im Polarisationsmikroskop, wenn der Kristall dunkel erscheint, ändert sich von ~10° beim Laumontit auf ~35–50° bei Leonhardit. Dies ermöglicht es, die Wasseraufnahme von Leonhardit unter dem Polarisationsmikroskop zu verfolgen.
Die Wasseraufnahme- und Abgabe ist mit einer Änderung des Mol-Volumens um ~2–3 % verbunden. Dies führt zu mechanischen Spannungen, besonders bei größeren Kristallen. Dehydrierter Laumontit ist daher brüchig und kann schon unter geringer mechanischer Belastung zerfallen. Die Kristallstruktur übersteht dies unbeschadet und kann das Wasser bei Abkühlung oder Wasserzufuhr vollständig wieder aufnehmen.
Die in den Porenräumen des Alumosilikatgerüstes eingelagerten Kationen (Ca, Na, K) sind austauschbar und Laumontit kann als Ionentauscher eingesetzt werden.

## Modifikationen und Varietäten
Als Leonhardit wird eine durch teilweisen Wasserverlust undurchsichtige und weiß angelaufene Varietät von Laumontit benannt. Benannt wurde sie 1843 durch Johann Reinhard Blum zu Ehren von Karl Cäsar von Leonhard (1779–1862). Leonhardit wurde lange Zeit als eigenständiges Mineral geführt, bis 1997 das Subkomitee für Zeolithe der Kommission für neue Minerale, Mineralnamen und Klassifikation die Nomenklatur der Zeolithgruppe überarbeitete und festlegte, dass Unterschiede im Wassergehalt kein hinreichendes Kriterium sind für die Definition verschiedener Zeolithminerale sind. Seither wird Leonhardit als Varietät von Laumontit betrachtet, obwohl der Übergang von Laumontit zu Leonhardit mit einer sprunghaften Änderung sowohl der Zusammensetzung wie auch der physikalischen Eigenschaften verbunden ist und unter bestimmten Bedingungen beide Phasen nebeneinander vorliegen können.
Eine Kalium- und Natrium-reiche Varietät von Leonhardit wurde 1908 von Fersman als „Primärer Leonhardit“ beschrieben. Dieser Leonhardit enthält ~14 H2O pro Formeleinheit (pfu) und nimmt kein weiteres Wasser auf. Dies wird auf die hohen Gehalte von Kationen (~5,4 Ca+Na+K) in den Strukturkanälen zurückgeführt. Einerseits besetzen die überschüssigen Kationen eine Position des Wassers, zum anderen behindern diese Ionen in den Kanälen den Durchgang von Molekülen und somit die Aufnahme von Wasser.
| Name           | T18T28 | T38   | M4    | 4 W1  | 4 W2  | 2 W5  | 8 W8  | O2−48 | Anmerkung                                                   |
| -------------- | ------ | ----- | ----- | ----- | ----- | ----- | ----- | ----- | ----------------------------------------------------------- |
| Laumontit      | Si4+16 | Al3+8 | Ca2+4 | 4 H2O | 4 H2O | 2 H2O | 8 H2O | O48   | voll hydratisierter Laumontit                               |
| Leonhardit     | Si4+16 | Al3+8 | Ca2+4 | 4 □   | 4 H2O | 2 H2O | 8 H2O | O48   | hypothetisches Endglied                                     |
|                | Si4+16 | Al3+8 | Ca2+4 | 4 □   | 4 H2O | 2 □   | 8 H2O | O48   | hypothetisches Endglied                                     |
| Metalaumontit  | Si4+16 | Al3+8 | Ca2+4 | 4 □   | 4 □   | 2 □   | 8 □   | O48   | synthetischer, vollständig entwässerter Laumontit           |
| Na-Laumontit   | Si4+16 | Al3+8 | Na+4  | 4 Na+ | 4 H2O | 2 H2O | 8 H2O | O48   | hypothetisches Endglied                                     |
| Na-K-Laumontit | Si4+16 | Al3+8 | Na+4  | 4 K+  | 4 H2O | 2 H2O | 8 H2O | O48   | hypothetisches Endglied, ~25 Mol-% in „Primären Leonhardit“ |

## Bildung und Fundorte

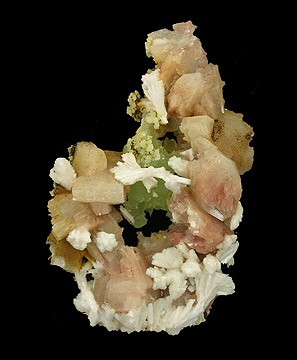
Heulandit (rosa), Laumontit (weiß) und Prehnit (grün) aus dem Passaic County, New Jersey (USA)

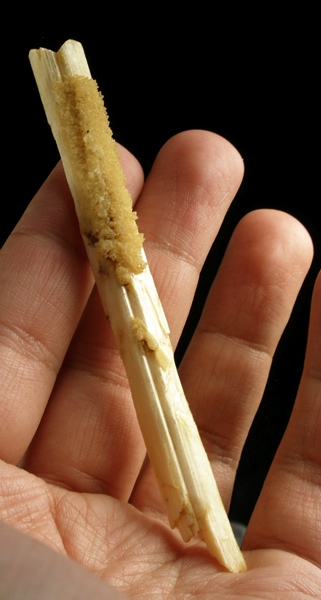
Knapp 10 Zentimeter langer Laumontitkristall aus der „Pine Creek Mine“, Inyo County, Kalifornien

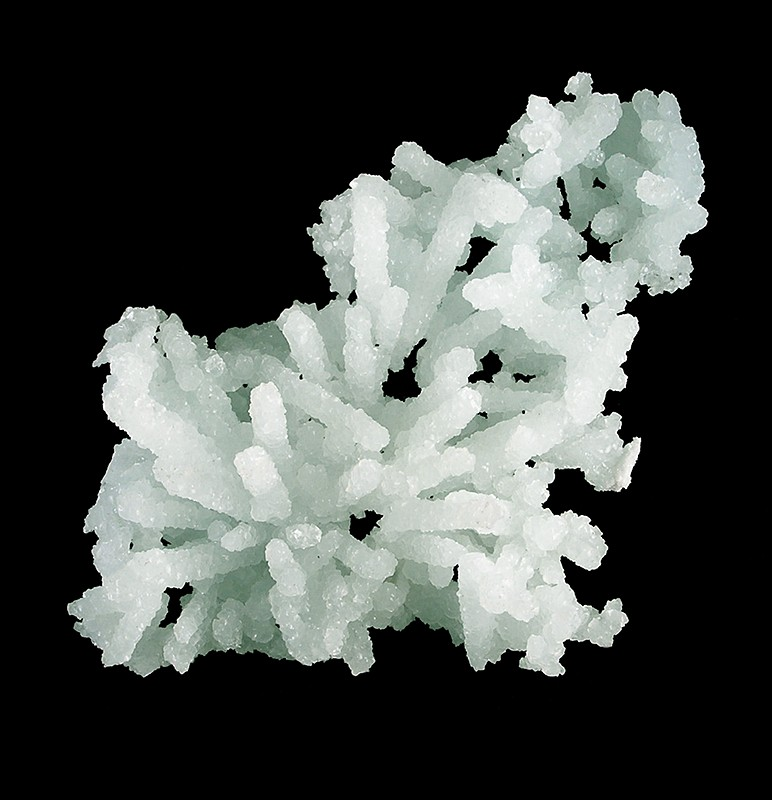
Pseudomorphose von Prehnit nach Laumontit aus Mumbai, Maharashtra, Indien (Größe: 12,1 × 12,0 × 3,7 cm)

Laumontit ist ein wichtiges Indexmineral der Zeolith-Fazies und bei Temperaturen zwischen ~100 und 250–300 °C stabil. Welche Reaktionen zu Bildung und Abbau von Laumontit führen und bei welchen Temperaturen diese Reaktionen anlaufen, hängt stark von der Zusammensetzung des Ausgangsgesteins ab, insbesondere vom SiO2-Gehalt und Ca/Na-Verhältnis. SiO2-untersättigte (basische) Ausgangsgesteine mit einem hohen Ca/Na-Verhältnis, z. B. aufgrund Anorthit-reicher Feldspäte, begünstigen die Bildung von Laumontit.
Bei Anwesenheit von Wasser und Quarz und Abwesenheit von Natrium bildet sich Laumontit bei Drucken unter ~600 bar bei 100–150 °C aus Stilbit:
- Stilbit = Laumontit + Quarz + Wasser.

Oberhalb von 600 bar erfolgt die Bildung von Laumontit aus Heulandit bei Temperaturen von 150–200 °C über die Reaktion:
- Heulandit = Laumontit + Quarz + Wasser.

Bei Temperaturen oberhalb von ~230 °C/500 bar bis 300 °C/3000 bar baut sich Laumontit ab zu Wairakit:
- Laumontit = Wairakit + Wasser

Unterhalb einer Linie von 1 bar, ~150 °C und 500 bar, ~230 °C ist Laumontit nicht mehr stabil und wird zu Yugawaralith abgebaut:
- Laumontit + Quarz = Yugawaralith

Die obere Druckstabilität von Laumontit liegt bei ~3000 bar. Darüber wird Laumontit abgebaut zu Lawsonit:
- Laumontit = Lawsonit + Quarz + Wasser

Die Umwandlung von Laumontit zur teilweise entwässerten Varietät Leonhardit erfolgt entlang einer Linie von 46 °C/1 bar und 235 °C/5 kbar. Demnach wird Laumontit in seinem Stabilitätsbereich der Zeolithfazies immer als Leonhardit gebildet und erst retrograd zu Laumontit hydratisiert.
Wie andere Zeolithe, bildet sich auch Laumontit in Klüften von Basalt, Andesit, Granit oder verschiedenen metamorphen Gesteinen. Darüber hinaus wird Laumontit auch in hydrothermalen, kalkhaltigen Ablagerungen gebildet. Als Begleitminerale können weitere Zeolithe, aber auch Apophyllite und Chlorite, Calcit, Datolith, Heulandit und/oder Stilbit auftreten.
Als häufige Mineralbildung konnte Laumontit bereits an vielen Fundorten nachgewiesen werden, wobei bisher (Stand: 2013) rund 1000 Fundorte als bekannt gelten. Neben seiner Typlokalität Huelgoat trat das Mineral in Frankreich bisher noch bei Cambo-les-Bains in Aquitanien, bei Espira-de-l’Agly (Gemeinde Rivesaltes) in Languedoc-Roussillon, bei Arnave, Salau (Ariège), Port-d'Agrès und im Aure-Tal in Midi-Pyrénées sowie bei Saint-Michel-de-Chaillol in der Provence-Alpes-Côte d’Azur zutage.
Bekannt aufgrund außergewöhnlicher Laumontitfunde ist unter anderem die Gruben in den Pandulena Hills in Indien, wo farblose und weiße, nadelige Kristalle von bis zu 38 Zentimetern Länge zutage traten. Ebenfalls aus Indien, genauer aus Poona und Mumbai, kennt man Pseudomorphosen von Prehnit nach Laumontit. Immerhin bis zu 15 Zentimeter lange Kristalle konnten in der „Pine Creek Mine“ am Mount Morgan im Inyo County (Kalifornien) geborgen werden.
In Deutschland fand man Laumontit unter anderem in der Grube Clara in Baden-Württemberg, an mehreren Stellen im Bayerischen Wald (Hauzenberg, Waldkirchen), bei Bornberg/Herbornseelbach und Hochstädten (Bensheim) in Hessen, bei Bad Harzburg und Sankt Andreasberg in Niedersachsen, am Clemensberg in Nordrhein-Westfalen, bei Baumholder, am Potschberg und Niederkirchen (Westpfalz) in Rheinland-Pfalz, am Petersberg bei Halle in Sachsen-Anhalt, im Bergbaubetrieb „Willi Agatz“ in Sachsen, im Ratssteinbruch im Plauenschen Grund bei Dresden und bei Weitisberga in Thüringen.
In Österreich wurde Laumontit an vielen Orten in den Hohen Tauern und der Koralpe in Kärnten, am Mitterbachgraben in der Gemeinde Dunkelsteinerwald und an mehreren Orten im Waldviertel in Niederösterreich, im Gasteinertal und Habachtal in Salzburg sowie an einigen Stellen in der Steiermark, Tirol und Oberösterreich gefunden.
In der Schweiz trat das Mineral bisher vor allem in den Kantonen Graubünden (Albignagletscher, Tujetsch), Tessin (Valle Maggia), Uri und Wallis (Binntal, Goms).
Weitere Fundorte liegen unter anderem in Algerien, der Antarktis, Argentinien, Australien, Aserbaidschan, Belgien, Brasilien, Bulgarien, Chile, China, Costa Rica, Dänemark, Ecuador, auf den Fidschiinseln, in Island, Indonesien, Iran, Italien, Japan, Kanada, Kirgisistan, Kuba, Madagaskar, Mexiko, Namibia, Neuseeland, Nicaragua, Norwegen, auf den Philippinen, in Polen, Puerto Rico, auf Réunion, in Rumänien, Russland, Schweden, der Slowakei, Spanien, Südafrika, Taiwan, Tansania, Thailand, Tschechien, der Türkei, der Ukraine, in Ungarn, im Vereinigten Königreich (Großbritannien) und den Vereinigten Staaten von Amerika (USA).